# سيماندر-سور-سورا
سيماندر-سور-سورا (بالفرنسية: Simandre-sur-Suran)‏ هي بلدية فرنسية تقع في إقليم الآن في فرنسا. رمز إنسي لها هو:1408. أما الرمز البريدي لها فهو: 1250.